# Grauwarmmakaak
De grauwarmmakaak (Macaca ochreata)  is een zoogdier uit de familie van de apen van de Oude Wereld (Cercopithecidae). De wetenschappelijke naam van de soort werd voor het eerst geldig gepubliceerd door Ogilby in 1841.

## Beschrijving
Volwassen mannelijke exemplaren wegen tussen 9 en 12 kg, terwijl de kleinere vrouwtjes tussen 5 en 7 kg wegen. Buiten hun grootte zijn de mannetjes ook te onderscheiden door hun grotere hoektanden. De grauwarmmakaak heeft een zwart gezicht en lijf, met lichtere zijmanen en poten.

## Voorkomen
De soort komt voor in Indonesië, in het zuiden van het eiland Sulawesi. Het noordelijk deel van hun leefgebied overlapt gedeeltelijk met dit van de Tonkeanmakaak. De grauwarmmakaak komt van nature voor in de regenwouden van Sulawesi, waar hij voornamelijk leeft van bosvruchten. Het leefgebied van de soort staat onder druk door de kap van het regenwoud en de uitbreiding van het landbouwareaal. Omdat de grauwarmmakaak zich hierdoor ook steeds meer voedt met veldvruchten, komt hij in conflict met de plaatselijke landbouwers.